# Camaricus siltorsus
Camaricus siltorsus is een spinnensoort in de taxonomische indeling van de krabspinnen (Thomisidae).
Het dier behoort tot het geslacht Camaricus. De wetenschappelijke naam van de soort werd voor het eerst geldig gepubliceerd in 2007 door Subhendu Sekhar Saha & Dinendra Raychaudhuri.